# Династія Північна Ці
Дина́стія Північна Ці (спрощ.: 北齐朝; кит. трад.: 北齊朝; піньїнь: Běi Qí Cháo) — династія, що правила північно-східним Китаєм після повалення династії Східної Вей. Керувалася імператарами з китайського роду Ґао. увесь період відзначений війнами із сусідами та внутрішніми конфліктами. Зазнала поразки від династії Північна Чжоу й була знищена останньою у 577 році.

## Історія
Із самого заснування династії Східна Вей фактичну владу мали представники роду Ґао. У 550 році Ґао Ян повалив цю династію, заснувавши свою — Північну Ці. Втім ця держава не відрізнялася внутрішньою стабільністю, внаслідок значного податкового тягарі для забезпечення війн з Північною Чжоу та Лян, а також засилля корупції. Загалом імператори Північної Ці володарювали лише 27 років. У 577 році зазнали остаточної поразки від північної Чжоу, внаслідок чого їх землі були приднані до чжоуської держави.
За правління цієї династії значного розвиток набув буддизм, що відобразилося у мистецтві (виготовлення скульптур Будди, картинах, кам'яних, скляних та глиняних виробів із відповідними символами).

## Імператори
| Посмертне ім'я                 | Особисте ім'я         | Роки правління | Девіз і роки правління                                                                     |
| ------------------------------ | --------------------- | -------------- | ------------------------------------------------------------------------------------------ |
| Вень Сюань-ді 文宣帝 Wénxuāndì | Ґао Ян 高洋 Gāo Yáng  | 550–559        | - Тяньбао (天保 Tiānbǎo) 550–559                                                           |
| Фей-ді 廢帝 Fèidì              | Ґао Інь 高殷 Gāo Yīn  | 559–560        | - Цяньмін (乾明 Qiánmíng) 560                                                              |
| Сяо Чжао-ді 孝昭帝 Xiàozhāodì  | Ґао Янь 高演 Gāo Yǎn  | 560–561        | - Хуанцзянь (皇建 Huángjiàn) 560–561                                                       |
| У Чен-ді 武成帝 Wǔchéngdì      | Ґао Дань 高湛 Gāo Dān | 561–565        | - Тайнін (太寧 Tàiníng) 561–562 - Хецін (河清 Héqīng) 562–565                              |
| Хоу Чжу 後主 hòu zhǔ           | Ґао Вей 高緯 Gāo Wěi  | 565–577        | - Тяньтун (天統 Tiāntǒng) 565–569 - Упін (武平 Wǔpíng) 570–576 - Лунхуа (隆化 Lónghuà) 576 |
| Ю Чжу 幼主 yòu zhǔ             | Ґао Хен 高恆 Gāo Héng | 577            | - Ченгуан (承光 Chéngguāng) 577                                                            |